# 475年
| 千纪： | 1千纪                                                                                           |
| 世纪： | 4世纪 \| 5世纪 \| 6世纪                                                                         |
| 年代： | 440年代 \| 450年代 \| 460年代 \| 470年代 \| 480年代 \| 490年代 \| 500年代                       |
| 年份： | 470年 \| 471年 \| 472年 \| 473年 \| 474年 \| 475年 \| 476年 \| 477年 \| 478年 \| 479年 \| 480年 |
| 纪年： | 乙卯年（兔年）；北魏延兴五年；南朝宋元徽三年；柔然永康十二年；高句丽建兴四年                    |

## 大事记
- 西罗马帝国
  - 10月31日——最后一位西罗马帝国皇帝羅慕路斯·奧古斯都登基。
- 东罗马帝国
  - 拜占庭皇帝芝諾被逐，巴西里斯卡斯被立为皇帝。